# Stéphan Perrot
Pour les articles homonymes, voir Perrot.
Stéphan Perrot, né le 19 juin 1977 à Nice, est un nageur français spécialiste des épreuves de brasse.

## Biographie
Stéphan Perrot remporte le 200 mètres brasse des Championnats d'Europe juniors de natation 1994. L'année suivante, Perrot est treizième du 100 mètres brasse et neuvième du 200 mètres brasse des Championnats d'Europe.
Présent aux Jeux olympiques de 1996 disputés à Atlanta, Perrot se classe vingt-troisième des séries et est donc éliminé dès le premier tour. L'année suivante, il est quinzième du 100 mètres brasse et sixième du 200 mètres brasse des Championnats d'Europe. En 1998, Perrot ainsi que Jean-Christophe Sarnin représentent la France au 200 mètres brasse des Championnats du monde. Sarnin remporte la médaille d'argent tandis que Perrot est éliminé en demi-finale. Cette élimination provoque chez lui une remise en question sous l'impulsion de Franck Esposito. Il se consacre à un renforcement musculaire et travaille désormais avec un préparateur mental. L'année suivante, Perrot remporte la médaille d'or du 200 mètres brasse des Championnats d'Europe en grand bassin puis celle des Championnats d'Europe en petit bassin.
Éliminé en séries des Championnats d'Europe 2000 sur 100 et 200 mètres brasse, Perrot l'est également en demi-finale des Jeux olympiques de 2000 sur 200 mètres brasse. Il remporte en fin d'année le titre européen de la discipline et s'adjuge à cette occasion le record d'Europe de la discipline en 2 minutes 7 secondes 58 centièmes, record qu'il améliore de deux centièmes deux ans plus tard.

## Caractéristiques
Perrot est reconnu pour prendre un départ rapide lors de ses courses. Il se déclare en 2000 opposé au port des combinaisons et compare leur port à du dopage.

## Palmarès

### Jeux olympiques
| Épreuve / Édition | Atlanta 1996                 | Sydney 2000                        |
| 200 mètres brasse | 23e des séries 2 min 18 s 58 | 12e des demi-finales 2 min 14 s 59 |

### Championnats d'Europe

#### En grand bassin
- Championnats d'Europe 1999 à Istanbul (Turquie) :
  -  Médaille d'or du 200 mètres brasse.
  -  Médaille de bronze du 100 mètres brasse.

#### En petit bassin
- Championnats d'Europe 1998 à Sheffield (Royaume-Uni) :
  -  Médaille d'argent du 200 mètres brasse.

- Championnats d'Europe 1999 à Lisbonne (Portugal) :
  -  Médaille d'or du 200 mètres brasse.

- Championnats d'Europe 2000 à Valence (Espagne) :
  -  Médaille d'or du 200 mètres brasse.

## Records

### Records personnels
Ces tableaux détaillent les records personnels de Stéphan Perrot en grand et petit bassin.
| Épreuve      | Temps         | Compétition                | Lieu              | Date       |
| 100 m brasse | 1 min 2 s 08  | Championnats d'Europe 1999 | Istanbul, Turquie | 27/07/1999 |
| 200 m brasse | 2 min 12 s 46 | Championnats d'Europe 1999 | Istanbul, Turquie | 29/07/1999 |

| Épreuve      | Temps        | Compétition           | Lieu            | Date       |
| 100 m brasse | 59 s 63      | Meeting international | Antibes, France | 13/01/2001 |
| 200 m brasse | 2 min 7 s 56 | Interclubs            | Antibes, France | 07/12/2002 |

### Records d'Europe battus
Ce tableau détaille les deux records d'Europe en petit bassin battus par Stéphan Perrot durant sa carrière.
| Épreuve                      | Temps        | Compétition                | Lieu             | Date       |
| 200 m brasse en petit bassin | 2 min 7 s 58 | Championnats d'Europe 2000 | Valence, Espagne | 17/12/2000 |
| 200 m brasse en petit bassin | 2 min 7 s 56 | Interclubs                 | Antibes, France  | 07/12/2002 |